# Mars Direct
Mars Direct to propozycja załogowej wyprawy na Marsa o niskich kosztach, możliwa do zrealizowania przy obecnej technologii. Pierwotnie została szczegółowo opisana w pracy badawczej inżynierów Martin Marietta, Roberta Zubrina i Davida Bakera w 1990 roku, a później rozwinięta w książce Zubrina z 1996 roku The Case for Mars. Obecnie stanowi podstawę wystąpień publicznych Zubrina i jego działalności jako szefa Mars Society, organizacji poświęconej kolonizacji Marsa.

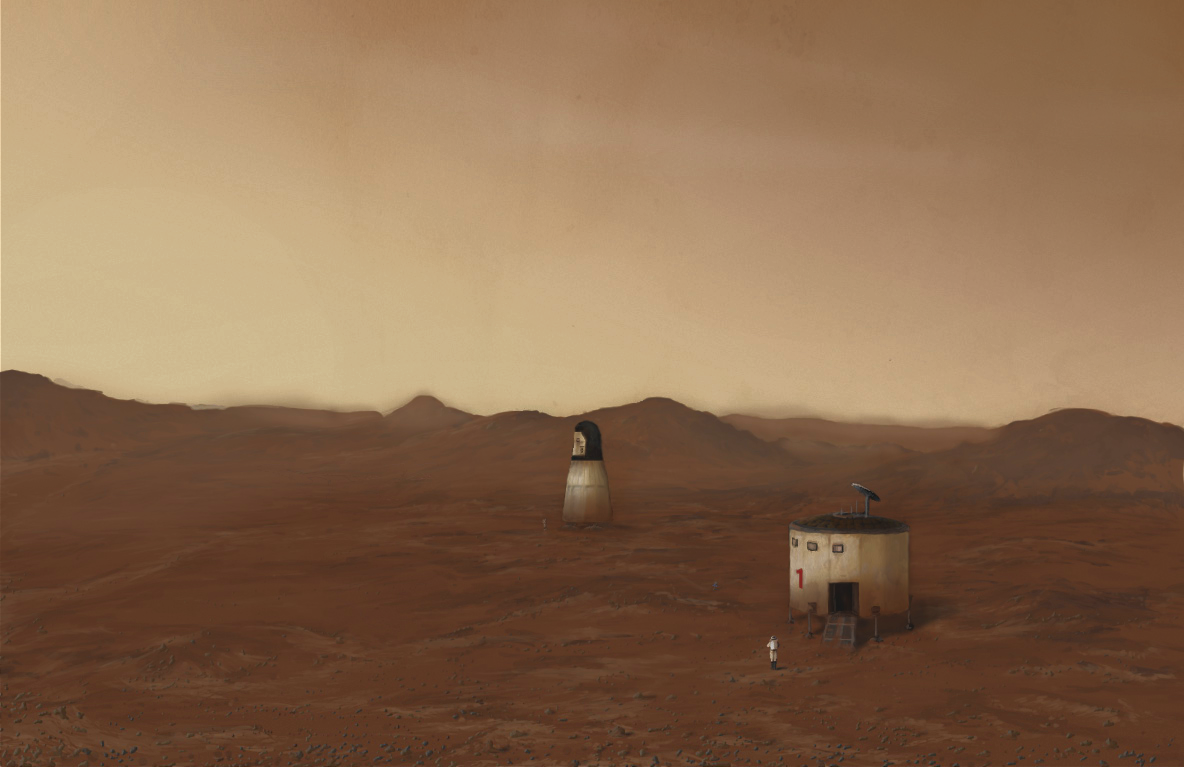
Artystyczna wizja misji Mars Direct